# Symphurus leei
Symphurus leei är en fiskart som beskrevs av Jordan och Bollman, 1890. Symphurus leei ingår i släktet Symphurus och familjen Cynoglossidae. IUCN kategoriserar arten globalt som livskraftig. Inga underarter finns listade i Catalogue of Life.